# Kriegsgräberstätte Tatura
Die Kriegsgräberstätte Tatura in Victoria, Australien, erinnert an deutsche Kriegstote des Ersten und Zweiten Weltkriegs. Sie wurde Ende der 1950er Jahre als zentrale Ruhestätte für verstorbene Kriegsgefangene und Internierte angelegt.

## Gestaltung
Die Gedenkstätte umfasst ein über drei Meter hohes Hochkreuz und ein schlichtes Ehrenmal. Eine Bronzetafel verzeichnet die Namen von 22 Gefallenen des Ersten und fünf Verstorbenen des Zweiten Weltkriegs sowie 174 deutschen Missionaren.

## Geschichte
Während beider Weltkriege waren viele Deutsche in Australien interniert oder als Kriegsgefangene inhaftiert. In Tatura bestanden sieben Internierungslager, darunter eines für 318 Überlebende der Kormoran.
Die Commonwealth War Graves Commission richtete Ende der 1950er Jahre den Friedhof ein. Im Auftrag des Auswärtigen Amtes und in Abstimmung mit dem Volksbund Deutsche Kriegsgräberfürsorge e. V. wurde die Anlage errichtet und am Volkstrauertag 1958 eingeweiht. 1961 folgte die Erweiterung des Gräberfeldes für weitere 191 Tote aus dem Ersten Weltkrieg. Die Kosten trug die Bundesregierung.